# Pichia deserticola
Pichia deserticola är en svampart som beskrevs av Phaff, Starmer, Tredick & M. Miranda 1985. Pichia deserticola ingår i släktet Pichia och familjen Pichiaceae.   Inga underarter finns listade i Catalogue of Life.